# Dryopteris pulvinulifera
Dryopteris pulvinulifera là một loài thực vật có mạch trong họ Dryopteridaceae. Loài này được (Bedd.) Kuntze miêu tả khoa học đầu tiên năm 1891.